# MiG-15
Mikojan-Gurjevič MiG-15 (NATO naziv "Fagot") je sovjetski jednosjedni lovac koji su dizajnirali Artjom Mikojan i Mihail Gurevič. MiG-15 je jedan od prvih mlaznih lovaca sa strijelastim krilima, a postao je slavan tijekom Korejskog rata, leteći na strani Sjeverne Koreje. 
MiG-15 se upotrebljavao i kao osnova za razvoj budućih zrakoplova (MiG-17). Pretpostavlja se da je u povijesti najviše proizvedeno upravo MiGova-15. Izgrađeno ih je 12.000, te još oko 6000 u drugim zemljama gdje su se proizvodili pod licencijom.

## Razvoj
Nakon velikog uspjeha koji su Mikojan i Gurjevič ostvarili svojim lovcem MiG-9, odlučili su otići korak dalje i napraviti najbolji lovački avion na svijetu. I dok se MiG-9 uglavnom oslanjao na tehnologiju koju su sovjetski stručnjaci donijeli iz okupirane Njemačke, novi je lovac trebao otići korak dalje. To je značilo najbolju kombinaciju njemačkih aerodinamičnih otkrića i najnaprednije britanske tehnologije izrade turbomlaznih motora.
Iako su njemački motori s osovinskim kompresorima bili koncepcijski napredniji, sredinom četrdesetih godina prošlog stoljeća još uvijek nisu postojali dovoljno kvalitetni materijali neophodni za njihovu proizvodnju. S druge strane La Manchea britanski su stručnjaci razvijali jednostavnije turbomlazne motore s centrifugalnim kompresorima. Iako će s vremenom "aksijalni" motori potisnuti "centrifugalne", sredinom četrdesetih godina prošlog stoljeća činilo se da su potonji sigurnije rješenje.
Tako su 1946. sovjetski ministar zrakoplovstva Mihail Kruničev i poznati projektant Aleksander Jakovljev predložili Staljinu da Sovjetski Savez kupi napredne britanske motore. Unatoč skepsi, Staljin je odobrio da u Veliku Britaniju otputuje izaslanstvo na čelu s Artemom Mikojanom i stručnjakom za motore Vladimirom Klimovom. Po imenima ove dvojice sovjetski su zrakoplovi dobili imena. Kako se tek Staljin iznenadio kad je čuo da su Britanci spremni prodati svoje motore Sovjetima. Iako je od tada prošlo točno šezdeset godina, ta je prodaja i danas česta tema u političkim i vojnim krugovima Europe i Sjedinjenih Država. 
U svakom slučaju izaslanstvo poslano u Veliku Britaniju vratilo se s licencama i potpunom tehničkom dokumentacijom za proizvodnju motora Rolls Royce Nene I, Nene II i nešto manjeg motora Derwent 5, svi s centrifugalnim kompresorima. Motori su u Sovjetskom Savezu dobili oznake RD-45, RD-45F i RD-500. Iako su se prvi motori pokazali nepouzdanima, to je riješeno unapređenjem proizvodnih postupaka i uporabom kvalitetnijih materijala.
Istovremeno s uvođenjem motora RD-45 i RD-45F u serijsku proizvodnju, projektni biro MiG je razvio svoj napredni lovački avion koji je trebao iskoristiti sva aerodinamična znanja do kojih su Sovjeti došli u okupiranoj Njemačkoj, a prije svega strijelasta krila postavljena pod kutom od 35 stupnjeva. Projekt je dobio internu oznaku 
I-310 (ruski: Истребитель И-310. Prvi je prototip, pokretan britanskim motorom Nene, poletio 30. prosinca 1947., točno tri mjeseca nakon američkog lovca F-86 Sabre, tvrtke North American. Avionom je upravljao probni pilot Viktor N. Juganov. Zanimljivo je da je zbog lošeg vremena probni let stalno odgađan, a da su politički razlozi nalagali da se prvi let obavi tijekom 1947. Zbog toga su Juganovu ponudili dodanih 10 000 rubalja ako poleti. Kako je to onda bio mnogo novaca, Juganov je poletio, obavio dva kruga oko aerodroma (letivši kroz oblake) i sletio. Nekoliko mjeseci kasnije, kad su "pravi" probni letovi pokazali svu kvalitetu novog lovca, dodijeljena mu je službena oznaka MiG-15.
Ispitivanja u letu su pokazala da MiG-15 pati od većeg broja nedostataka, što i nije bilo čudno za tako napredni dizajn. Drugi je prototip poletio 27. svibnja 1948., a treći 17. srpnja iste godine. Sva su tri aviona rabljenja za intenzivna letna ispitivanja, kako bi novi lovac još istog ljeta mogao dobiti dozvolu za serijsku proizvodnju.
Usporedo s letnim ispitivanjima MiG-a 15, obavljala su se i ispitivanja Lavočkinovog lovca La-15, koji je također odabran za serijsku proizvodnju. Kako se pokazao teškim za proizvodnju i mnogo slabijih letnih mogućnosti u odnosu na MiG-15, proizveden je u, za sovjetska mjerila, maloj količini.
Kako su letna ispitivanja napredovala i piloti pokušavali dosegnuti limite novog lovca, tako su na površinu izbijali sve veći nedostaci. Najveći se ogledao u tome što je avion pri velikim brzinama postao težak za upravljanje ili čak neupravljiv. Za lovački avion naoružan topovima i sposoban letjeti brže od 1000 km/h to je bio preveliki nedostatak te su na treći prototip, na stražnji dio trupa postavljene hidraulički upravljane zračne kočnice. Za problem s upravljanjem okrivljena je nemogućnost da se avion napravi potpuno simetričnim te je avion pri velikim brzinama imao tendenciju prevrtanja na stranu, onu koja je bila izloženija pri velikim brzinama. Tako je jedan primjerak mogao imati tendenciju zaokretanja u desno a drugi u lijevo. Na zakrilca su naknadno postavljene male površine za trimanje. Njihovo podešavanje obavljalo je zemaljsko osoblje po uputama pilota. Nedostatak se mogao otkloniti i poboljšanjem kvalitete proizvodnje, ali to je bilo mnogo teže postići.
Piloti su se žalili i na tendenciju avion da pri slijetanju odskoči. Letna su ispitivanja otkrila da izvor problema nije bio avion, već piloti koji su se teško privikavali na novi avion, a osobito na strah da će zbog premale brzine slijetanja strijelasta krila ostati bez uzgona. Nakon izmjena u preobuci pilota na novi avion i nakon što su piloti stekli više povjerenja u MiG-15, taj je problem nestao.

## Dizajn i inačice
Na prvi pogled bilo je jasno da je MiG-15 za cijelu generaciju napredniji u odnosu na svog prethodnika MiG-a 9. Osim potpuno metalne konstrukcije (uglavnom aluminijske), novi je lovac dobio i strijelasta krila postavljena pod kutom od 35 stupnjeva. Na svako su krilo uz duž cijele tetive postavljene dvije aerodinamične pregrade radi poboljšanja upravljanja zrakoplovom. Repni horizontalni stabilizatori postavljeni su pod kutom od 55,7 stupnjeva, a vertikalni stabilizator pod kutom od 40 stupnjeva. Iako je avion trebao letjeti visokim podzvučnim brzinama, upravljačke su komande bile i dalje kao na avionima s klipnim motorima (bez hidrauličkih pokretača - aktuatora). S druge strane, ugrađena je kabina pod natpritiskom i veliki kapljičasti pokrov, koji je pilotu pružao izvrstan pogled na sve strane. Ugrađeno je i izbacivo sjedalo pilota preuzeto s MiG-a 9UTI.
S MiG-a 9 preuzeto je i podvozje tipa tricikl. Sve su noge imale jedan kotač, s tim da se prednja noga uvlačila prema naprijed. Noge glavnog podvozja uvlačile su se u krila. Zrak potreban za rad turbomlaznog motora osiguravao se preko nosnog usisnika. Motor RD-45F snage 22,3 kN, postavljen je odmah iza kabine pilota, malo iza središta aviona. Elektronička je oprema bila vrlo siromašna i uključivala je radio, radiokompas, radiovisinomjer i sustav za instrumentalno slijetanje. Naoružanje se sastojalo od jednog topa kalibra 37 mm i dva topa kalibra 23 mm. Nakon neugodnih iskustava na MiG-u 9, cjelokupno je naoružanje postavljeno u nos aviona, ali s ustima cijevi iza usisnika, kako ispušni plinovi koji se stvaraju tijekom opaljena topova ne bi ušli u usisnik. Takvo je naoružanje više odgovaralo obaranju bombardera (niska brzina paljbe topa 37mm, ali velika razorna moć granata), nego borbi s brzim i okretnim lovcima za koje bi bilo pogodnije veća gustoća paljbe iz oružja manjeg kalibra.
Prvi je prototip imao oružje preuzeto s MiG-a 9 i sastojalo se od topa N-37 (37 mm) i dva NS-23 (kalibra 23 mm) kojima je brzina paljbe povećana s 550 na 850 granata u minuti. Spremnici za streljivo mogli su primiti 40 granata kalibra 37 mm i 160 granata (80 po topu) kalibra 23 mm. Cjelokupno je naoružanje ugrađeno, danas bi rekli, modularno, što je uvelike olakšavalo njihovo održavanje, a omogućavalo je i njihovu zamjenu drugim oružjima. Pod svako krilo mogli su podvjesiti po jedan odbacivi spremnik za gorivo. Na raspolaganju su bili spremnici zapremine 250, 300 i čak 600 litara. Problem je bio što su postojali "desni" i "lijevi" spremnici koji su se morali postaviti na "svoje" krilo. Uz to svaki je MiG-15 mogao ponijeti pod svakim krilom jednu bombu mase do 100 kg.

### MiG-15bis
MiG-15bis je pokazao unapređenje u svim letnim odlikama, dijelom zbog ugradnje jačeg motora, a dijelom i zbog ugradnje hidrauličnog sustava za pokretanje letnih površina. Dodatno je dorađena i aerodinamika. Uvedeni su i novi odbacivi spremnici za gorivo zapremine 400 litara, koji su se mogli postaviti pod oba krila. MiG-15bis ušao je u operativnu uporabu krajem 1950., te mu je NATO dao oznaku Fagot-B, da bi MiG-15 naknadno označio kao Fagot-A. MiG-15bis je sa svojim podinačicama postao najbrojnija proizvedena inačica.
I sovjetsko je ratno zrakoplovstvo bilo zadovoljno MiG-om 15bis te je tražilo samo manje izmjene tijekom njegove proizvodnje. Jedna je bila zamjena topa NS-23 topom NP-23 (23 mm), koji je osigurao za 50 posto veću brzinu paljbe. Promijenili su i pokrov kabine kako bi pružila još bolju vidljivost te je oklopili. Povećane su zračne kočnice. Ugrađen je i Sirena-2 sustav dojavljivanja radarske ozračenosti. Motor je dobio sustav za autonomno startanje s električnim motorom, koji je otklonio potrebu za kamionima s posebnim agregatima. Manji broj MiG-ova 15bis proizveli su s kočećim padobranom i sustavom protiv blokade kočnica, očigledno namijenjenih uporabi na uzletištima koja su dugo pod snijegom i ledom. Većina je MiG-ova 15 dovršena u prirodnoj srebrnoj boji aluminija.

### MiG-15UTI
Još su iskustva s MiG-om 9 pokazala da je potrebno razviti posebnu inačicu za preobuku pilota, jer letenje na mlaznim lovcima zahtijeva bitno drukčiju tehniku nego letenje na klipnim. Zbog toga je u travnju 1949. dan zahtjev za razvoj dvosjedne inačice MiG-a 15, koja se trebala temeljiti na MiG-u 15 (Fagot-A). Letna ispitivanja nove inačice započela su još isto ljeto, da bi u serijsku proizvodnju ušao 1950., početno označeni kao UTI MiG-15. Kasnije je oznaka promijenjena u MiG-15UTI (NATO oznaka Midget).
A
vion je dobio povećanu kabinu s dva sjedala smještena jedna iza drugog (u tandemu) i dvojnim komandama. Mjesto za drugog pilota osigurano je uklanjanjem velikog spremnika za gorivo. Pokretao ga je motor RD-45F. Naoružanje se sastojalo od jednog topa NR-23 i jedne teške strojnice kalibra 12,7 mm. MiG-15UTI vrlo brzo je postao standardni avion za preobuku svih država Varšavskog ugovora, ali i velikog broja drugih država. U operativnoj je uporabi ostao sve do sedamdesetih godina prošlog stoljeća (mnogo dulje od MiG-a 15), a neke informacije popraćene fotografijama govore da svoju dorađenu inačicu još i danas rabi kinesko ratno zrakoplovstvo. Iako je bio siguran i lagan za letenje, te su ga nazvali "Babuška" (baka), MiG-15UTI je u povijest ušao i zbog jedne nesreće. Naime, 27. ožujka 1967., pri rutinskom letu, u MiG-u 15UTI poginuo je najpoznatiji sovjetski pilot svih vremena - Jurij Gagarin. Nesreća se dogodila zbog slabe vidljivosti koja je dovela do udara aviona o zemlju.

### Ostale inačice
Krajem pedesetih godina prošlog stoljeća, nakon što su u većem broju u postrojbe prispjeli MiG-19, većina je MiG-ova 15 prošla kroz proces modernizacije, pri kojoj su dobili dodatne potkrilne nosače na koje se moglo podvjesiti bombe i nevođene rakete zrak-zemlja. U skladu s novom namjenom ti su avioni dobili kamuflažni premaz kako bi bili teže zamjetljivi pri letu na malim visinama.
Jedini razlog zbog kojeg su lovci-presretači namijenjeni djelovanju velikim brzinama na velikim visinama preuređeni za uloge jurišnika bio je "bolje išta nego ništa". Naime, krajem pedesetih godina prošlog stoljeća sovjetsko je ratno zrakoplovstvo osjećalo veliki nedostatak jurišnih zrakoplova koji bi pružali učinkovitu blisku potporu snagama na zemlji. Umjesto da se upuste u skupi razvoj specijaliziranog jurišnika, činilo se racionalnije da se za tu zadaću preurede stariji lovački avioni, prije svega MiG-15, kojeg su u lovačkim eskadrilama prve crte obrane počeli zamjenjivati MiG-ovi 17 i MiG-ovi 19. I pri konverziji MiG-ova 15 pazilo se da sve prođe što jeftinije nauštrb učinkovitosti. Tako nije postavljen dodatni oklop koji bi štitio od djelovanja protuzračnog topništva, već se vjerovalo da je brzina aviona dovoljna zaštita. Uz to je i nosivost od samo 500 kg bila premala za ozbiljnije zadaće, osobito ako su se morali nositi i dodatni spremnici za gorivo. Zadržan je i topnički ciljnik koji je bio neuporabljiv prilikom djelovanja klasičnim gravitacijskim bombama. Zbog toga su MiG-ove 15 često naoružavali kasetnim bombama čija je učinkovitost manje ovisna o preciznosti izbačaja. Još učinkovitija je bila uporaba nevođenih raketa zrak-zemlja, jer su piloti otkrili da si mogu pomoći tako da prije lansiranja raketa ispale nekoliko kraćih rafala iz topova i tako "trasiraju" putanju raketa.
Na osnovi inačice MiG-15bis razvijena je inačica za pratnju bombardera MiG-15bisS. Glavna prilagodba bila je mogućnost nošenja dva dopunska odbaciva spremnika zapremine 600 litara. Veliki su spremnici zahtijevali ojačanje krila, ali su gotovo za duplo povećali borbeni radijus djelovanja. Povećani su i pilotski spremnici za kisik. Izgrađeno je samo 49 primjeraka MiG-ova 15bisS. Dopunski spremnici zapremine 600 litara rabljeni su i na izvidničkoj inačici MiG-15bisR. Kod nje su odstranili jedan od dva 23 milimetarska topa, da bi se napravio prostor za ugradnju izvidničke kamere. Na taj je način MiG-15bisR zadržao i lovačke sposobnost. Napravljeno je 364 komada te inačice.

## Povijest uporabe
Prvi serijski MiG-15 poletio je 31. prosinca 1948. U odnosu na prototipove, serijski su primjerci dobili više manjih promjena. Tako su modificirane površine za kontrolu leta, promijenjen je kokpit i postavljen novi ciljnik. Ugrađen je i novi sustav za snabdijevanje motora gorivom, koji je prilagođen radu na velikim visinama. MiG-15 je u operativnu uporabu ušao početkom 1949. NATO mu je dodijelio kodni naziv Fagot (koji se zbog dvoznačnosti malo rabio).
Kako je unatoč svim nedostacima MiG-15 bio daleko najbolji lovac u sastavu sovjetskog ratnog zrakoplovstva, odlučeno je da se nastavi njegov ubrzani razvoj, ali i da se na njegovim osnovama razvije još bolji lovac MiG-17.
U skladu s tim napucima projektni biro za motore Klimov nastavio je razvoj motora RD-45 te razvio pojačanu inačicu VK-1, koja je davala 26,5 kN potiska. Novi je motor odabran za ugradnju u naprednu inačicu MiG-15bis, koja je prvi put poletjela 2. srpnja 1949.

### Korejski rat
Kad su 25. lipnja 1950. snage Sjeverne Koreje prodrle na teritorij Južne, sjevernokorejsko je ratno zrakoplovstvo u svom sastavu imalo samo lovačke avione s klipnim motorima (Jakovljev Jak-9 i Lavočkin La-11). Zbog toga ne čudi da su, nakon reorganizacije, združene koalicijske snage s Amerikancima na čelu i opremljene najsuvremenijim lovcima s turbomlaznim motorima u vrlo kratko vrijeme stvorile potpunu prevlast u zračnom prostoru. Da bi ponovno uspostavili ravnotežu Sovjeti su odlučili Sjevernokoreancima isporučiti svoj najsuvremeniji lovac MiG-15. I ne samo to, već su dali i svoje pilote koji su na njima letjeli. Ubrzo su MiG-ovi s neba "pomeli" američke lovce F-80 Shooting Star i F-84 Thunderjet. Amerikancima nije preostalo ništa drugo nego da u borbe ubace svoj najbolji lovački avion - F-86 Sabre. Oba su aviona bila međusobno toliko slična da su piloti obje strane često zamijenili svoje avione za neprijateljske, zbog čega su gubici zbog "prijateljske vatre" bili česta pojava. Neočekivana pojava tako naprednog sovjetskog lovca i njegova sličnost sa Sabreom doveli su do priče da se zapravo radi o istom avionu koji je u Sovjetskom Savezu napravljen pomoću ukradenih planova. Iako je ta teorija početkom pedesetih godina prošlog stoljeća zvučala vrlo uvjerljivo, danas se zna da nije imala nikakvih osnova. Sličnost je proizlazila iz činjenice da su oba aviona temeljena na njemačkim spoznajama o aerodinamici i da je MiG-15 rabio veliki motor (britanski Nene II), koji je zahtijevao široki trup, pa je opći izgled oba aviona bio vrlo sličan.
Tek je pomno proučavanje MiG-a 15 zapadnim analitičarima otkrilo da se radi o originalnom sovjetskom proizvodu. Najveća i najočitija razlika bila je u veličini. Naime, MiG-15 je mnogo manji avion od F-86 i prazan ima tek 80 posto mase Sabrea.
Razlika u letnim odlikama između MiG-a 15 i F-86 proizlazila je iz njihove različite namjene. Dok je osnovna zadaća MiG-a trebala biti presretanje bombardera koji lete velikim brzinama na velikim visinama, te je zbog toga imao veliku brzinu penjanja i bolje manevarske sposobnosti na velikim visinama, Sabre je projektiran kao lovac za prevlast u zraku. Zbog toga je imao mnogo bolju pokretljivost na malim i srednjim visinama. I naoružanje ima je bilo prilagođeno namjeni. MiG-15 je dobio tri topa velikog kalibra koja su osiguravala obaranje velikih bombardera, dok je Sabre dobio šest teških strojnica kalibra 12,7 mm koje su osiguravale veliku gustoću paljbe tijekom neposredne zračne bitke (dogfight). S druge strane, bio je dovoljan samo jedan pogodak granate kalibra 37 mm i/ili dva pogotka granata kalibra 23 mm pa da Sabre završi u plamenu. Zbog toga je teško MiG-ovo naoružanje davalo prednost dobrim pilotima koji su mogli pogađati ciljeve uz minimalni utrošak streljiva. Naposljetku su i Amerikanci prihvatili sovjetsku filozofiju te su kasnije inačice Sabrea, i sve lovce nakon toga, opremili topovima kalibra 20 mm. Australsko ratno zrakoplovstvo otišlo je korak dalje i svoje je Sabrove naoružalo s dva topa Aden kalibra 30 mm.
Američki su piloti na svojoj strani imali bolje opremljeni avion. Osobito se isticala uporaba radarskog topničkog ciljnika (barem dok je ispravno radio). U svakom slučaju letne mogućnosti oba aviona bile su toliko slične da je do izražaja dolazila sposobnost pilota i njihova obučenost. Amerikanci su nakon okončanja sukoba proglasili da su u zračnim borbama s MiG-ovima 15 postigli zavidni omjer od 8:1. Sovjetski izvori tvrde da Amerikanci pretjeruju i da su gubici bili podjednaki. Iako na prvi pogled čudno obje su strane u pravu. Naime, Sovjeti su svoje (dobro obučene) pilote povukli iz borbi na samom početku rata te umjesto njih u borbe ubacili neiskusne i nedovoljno obučene sjevernokorejske i kineske pilote. U sukobima sa Sabreovima, na kojima su letjeli iskusni američki piloti, redovito su izvlačili deblji kraj. Postoje nepotvrđeni izvještaji da su neki piloti MiG-ova radije iskakali nego se upuštali u zračne borbe. Sovjeti su na kraju priznali svoju pogrešku ustvrdivši da su nedovoljno obučeni sjevernokorejski i kineski piloti bili lake mete američkim pilotima.
I nakon okončanja sukoba u Koreji MiG-15 je nastavio ratovati. Sovjetski je Savez isporučio velike količine MiG-ova 15 novonastaloj komunističkoj Kini koja je pokrenula i serijsku proizvodnju svojih inačica. Kineske "Petnajstice" često su se sukobljavale s tajvanskim Sabreima, pri čemu su obje strane zabilježile obaranja. "Petnajstice" su prodane Egiptu i Siriji te su sudjelovale u Izraelsko-arapskom ratu 1956. godine kad su uspjele oboriti nekoliko izraelskih aviona. Egipatski su MiG-ovi 15 sudjelovali i u ratu 1967. ali su tada već bili previše zastarjeli i laka meta izraelskim lovcima i protuzračnoj obrani.

## Tehničke karakteristike
Osnovne karakteristike
- posada: 1
- raspon krila: 10,08 m
- površina krila: 20,62
- visina: 3,70 m
- aeroprofil: TsAGI S-10 / TsAGI SR-3

Letne karakteristike
- najveća brzina: 1.075 km/h
- dolet: 1.200 km (1975 km s dodatnim spremnicima za gorivo)
- brzina penjanja: 50 m/s
- najveća visina leta: 15.500 m
- specifično opterećenje krila: 240.8 kg/m2
- motor: 1× Klimov VK-1 mlazni motor

Naoružanje
- naoružanje: dva podkrilna spojišta
- 1 × 37 mm top
- 2 × 23 mm topovi
- 2 × 100 kg bombe, nevođene rakete

## Unutarnje poveznice
- Saab 29 Tunnan
- F-86 Sabre